# Keisuke Sohma
Keisuke Sohma (相馬 圭祐, Sōma Keisuke) (Kanagawa, Japão, 30 de Outubro de 1986), é um ator japonês.

## Filmografia

### Filmes
| Ano  | Título original                                        | Título em português | Papel                      | Observações |
| 2008 | Fure Fure Shojo                                        |                     |                            |             |
| 2009 | Samurai Sentai Shinkenger The Movie: The Fateful War   |                     | Genta Umemori/Shinken Gold |             |
| 2010 | Samurai Sentai Shinkenger vs. Go-onger: GinmakuBang!!  |                     | Genta Umemori/Shinken Gold |             |
| 2011 | Tensou Sentai Goseiger vs. Shinkenger: Epic on Ginmaku |                     | Genta Umemori/Shinken Gold |             |
| 2011 | Kyoufu Shinbun                                         |                     |                            |             |
| 2011 | Gokaiger Goseiger Super Sentai 199 Hero Great Battle   |                     | Genta Umemori/Shinken Gold |             |

### Televisão
| Ano  | Título original | Título em português | Papel | Observações |
| 2010 | Tumbling        |                     |       | TBS         |

### Tokusatsu
| Ano  | Título original           | Título em português | Papel                      | Observações        |
| 2009 | Samurai Sentai Shinkenger |                     | Genta Umemori/Shinken Gold | TV Asahi           |
| 2009 | Kamen Rider Decade        |                     | Genta Umemori/Shinken Gold | TV Asahi, ep-24,25 |